# Ilex pernervata
Ilex pernervata är en järneksväxtart som beskrevs av José Cuatrecasas. Ilex pernervata ingår i släktet järnekar, och familjen järneksväxter. Inga underarter finns listade i Catalogue of Life.